# Satyrus eburnea
Satyrus eburnea är en fjärilsart som beskrevs av Andrej Nikolajewitsch Avinoff och Sweadner 1951. Satyrus eburnea ingår i släktet Satyrus och familjen praktfjärilar. Inga underarter finns listade.